# Йо (податок)
Йо (яп. 庸, よう, «звичайне», «подушне») — один з основних податків в стародавній Японії VII — X століть, часів системи ріцурьо.
Накладався на працездатну особу, чоловіка віком від 21 до 60 років, в обмін на щорічну 10-денну трудову повинність.
Сплачувався у вигляді тканини чи сукна розміром у 2 дзьо і 6 сяку. Замість тканини дозволялося вносити податок рисом, сіллю та іншими продуктами. Оподатковані були зобов'язані власноруч принести податок представникам столичної адміністрації.
Такий податок використовувався як плата військовим, охоронцям, теслярам і черепичникам.